# Покрајински избори у Војводини 2023.
Покрајински избори у Војводини одржани су 17. децембра 2023. на којима су изабрани посланици Скупштине Аутономне Покрајине Војводине. Првобитно планирани за 30. јун 2024, о могућности расписивања ванредних избора разговарало се током 2023. Скупштина је распуштена 16. новембра 2023, одредивши датум избора за 17. децембар. Одржани су истовремено са парламентарним и локалним изборима у 65 градова и општина у Србији.
Српска напредна странка, која је 2016. дошла на власт у Војводини, на изборима 2020. освојила је апсолутну већину мандата због бојкота избора који је прогласила већина опозиционих странака, укључујући и Савез за Србију који је тврдио да избори неће бити слободни и поштени. Игор Мировић је задржао и функцију председника Покрајинске владе. Изборима је претходила смрт председника Скупштине Иштвана Пастора у октобру 2023. Први пут од 2012. Мировића нема на изборној листи СНС.
Избори су довели до тога да је СНС изгубила апсолутну већину, али је задржала скупштинску већину. Цензус је прешао и опозициони савез Србија против насиља.

## Позадина
Популистичка коалиција, предвођена Српском напредном странком (СНС), дошла је на власт у Војводини након избора 2016, заједно са Социјалистичком партијом Србије (СПС) и Савезом војвођанских Мађара (СВМ). Од тада Игор Мировић обавља функцију председника Покрајинске владе. На националном нивоу у Србији, Александар Вучић, који је у почетку био потпредседник, а касније председник Владе, изабран је за председника Србије 2017. Од његовог доласка на власт, посматрачи су оценили да је Србија пати од демократског назадовања у ауторитаризам, праћеног падом слободе медија и грађанских слобода. Године 2023. Институт В-Дем је категорисао Србију као изборну аутократију, док је Freedom House приметио да је СНС „угрозила политичка права и грађанске слободе, извршила притисак на независне медије, опозицију и организације цивилног друштва”.
Коалиција За нашу децу, коју предводи СНС, освојила је апсолутну већину гласова и мандата на покрајинским изборима 2020. СНС су пратиле коалиција СПС—Јединствена Србија (ЈС) која је освојила 13 мандата, Војвођански фронт, предвођен Лигом социјалдемократа Војводине (ЛСВ), који је освојио 6 мандата, Демократска странка Србије (ДСС) и Покрет обнове Краљевине Србије (ПОКС) освојили су по 5 мандата, док је Српска радикална странка (СРС) освојила 4 мандата. Избори су организовани усред бојкота већине опозиционих странака, укључујући и водећу коалицију Савез за Србију (СЗС), која је тврдила да изборни услови нису слободни и фер. Након избора, Мировић је поново изабран за председника Покрајинске владе, чиме је формирана коалициона влада коју чине СНС, СПС, ЈС и СВМ. Од покрајинских избора 2020, у апрлу 2022. организовани су општи избори у Србији. Овога пута СНС је предводила коалицију Заједно можемо све, која је на изборима изгубила скупштинску већину. Међутим, укупно дванаест изборних листа, укључујући и опозиционе, прешло је цензус од 3 одсто. У Новом Саду, административном центру Војводине, СНС је наишала на пад подршке на изборима.

## Изборне листе
Распуштањем Скупштине, рок за подношење изборних листа одређен је до 26. новембра. Збирну изборну листу ПИК је објавио 1. децембра. У следећој табели приказане су изборне листе које је потврдила ПИК и које ће учествовати на покрајинским изборима у Војводини 2023.
М — листа националне мањине
| Бр. | Назив | Назив | Први на листи          | Главна идеологија          | Политичка позиција     | Потписи | Напомена |
| --- | ----- | --- | ---------------------- | -------------------------- | ---------------------- | ------- | -------- |
| 1.  |       | - Александар Вучић — Војводина не сме да стане - СНС, СДПС, ПС, ПУПС, СПО, СН, ЗС | Душанка Голубовић      | популизам                  | велики шатор           | 7.079   |          |
| 2.  |       | - Ивица Дачић — Премијер Србије - СПС, ЈС, ЗС, ПЗБ | Душан Бајатовић        | популизам                  | велики шатор           | 5.932   |          |
| 3.  |       | - др Војислав Шешељ — Српска радикална странка - СРС | Ђурађ Јакшић           | ултранационализам          | крајња десница         | 5.933   |          |
| 4.  |       | - Руска странка — Срби и Руси браћа заувек! - РС | Љубица Бертовић        | русофилство                | крајња десница         | 2.409   | М        |
| 5.  |       | - др Милош Јовановић — НАДА за Србију — НАДА за Војводину — Српска коалиција НАДА — Национално демократска алтернатива — Нова демократска странка Србије (Нови ДСС) — Покрет обнове Краљевине Србије (ПОКС) — Војислав Михаиловић - НДСС, ПОКС | Бранислав Ристивојевић | национални конзервативизам | десница                | 4.379   |          |
| 6.  |       | - Савез војвођанских Мађара — За нашег председника, за нашу заједницу, за будућност! - СВМ | Јухас Балинт           | мањинска права             | десни центар           | 6.526   | М        |
| 7.  |       | - Србија против насиља — Мариника Тепић — Михаило Бркић - ССП, НПС, ЗЛФ, ДС, Заједно, СРЦЕ, ЕУ, ПСГ, НЛС, ГДП, ПЗП, УСС Слога, Отаџбина, РП, АПВ                                                                                               | Станко Пужић           | антикорупција              | велики шатор           | 5.094   |          |
| 8.  |       | - Томислав Жигманов — Уједињени за правду — Демократски савез Хрвата у Војводини, Усаме Зукорлић — Странка правде и помирења — Бошњаци Санџака - ДСХВ, СПП                                                                                     | Томислав Жигманов      | мањинска права             | мањинска права         | 2.117   | М        |
| 9.  |       | - Чедомир Јовановић — Војводина мора другачије - ЛДП | Татјана Табачки        | либерализам                | центар                 | 4.560   |          |
| 10. |       | - Народна странка — Сигуран избор. Озбиљни људи — Вук Јеремић, Синиша Ковачевић, др Санда Рашковић Ивић, Ђорђе Вукадиновић - Народна | Синиша Севић           | конзервативизам            | десница                | 4.678   |          |
| 11. |       | - Милица Ђурђевић Стаменковски — Бошко Обрадовић — Национално окупљање — Државотворна снага — Српска странка Заветници — Српски покрет Двери - Заветници, Двери                                                                                | Дејан Вуковић          | ултранационализам          | крајња десница         | 4.348   |          |
| 12. |       | - Саша Радуловић (Доста је било—ДЈБ) — Борис Тадић (Социјалдемократска странка—СДС) — Ана Пејић (Отете бебе) — Добро јутро Србијо - ДЈБ, СДС, ОБАП, ДУР                                                                                        | Александар Вујић       | анти-Охридски споразум     | анти-Охридски споразум | 4.402   |          |
| 13. |       | - Војвођани — Лига социјалдемократа Војводине — Војвођани, Демократска заједница војвођанских Мађара — Бојан Костреш - ЛСВ, ДЗВМ, ЗЗВ | Бојан Костреш          | војвођански аутономизам    | леви центар            | 4.735   |          |

## Резултати
Право гласа на покрајинским изборима имао је укупно 1.669.791 грађана. Избори су поновљени на пет бирачких места.
|                                      |                                      |           |        |        |         |      |
| Странка, коалиција или група грађана | Странка, коалиција или група грађана | Гласови   | %      | +/–    | Мандати | +/–  |
|                                      | Србија не сме да стане               | 466.035   | 48,82  | –12,76 | 66      | –10  |
|                                      | Србија против насиља                 | 215.197   | 22,55  | нова   | 30      | нова |
|                                      | Савез војвођанских Мађара            | 63.721    | 6,68   | –2,68  | 9       | –3   |
|                                      | Национално демократска алтернатива   | 50.582    | 5,30   | –3,29  | 7       | –3   |
|                                      | Ивица Дачић — Премијер Србије        | 49.775    | 5,21   | –5,97  | 7       | –4   |
|                                      | ЛСВ-ДЗВМ-ЗЗВ                         | 24.625    | 2,58   | –2,54  | 0       | –6   |
|                                      | Национално окупљање                  | 22.487    | 2,36   | нова   | 0       | нова |
|                                      | Српска радикална странка             | 21.135    | 2,21   | –1,06  | 0       | –4   |
|                                      | Добро јутро Србијо                   | 14.715    | 1,54   | нова   | 0       | нова |
|                                      | РС—НКПЈ                              | 9.907     | 1,04   | нова   | 1       | нова |
|                                      | Народна странка                      | 8.140     | 0,85   | нова   | 0       | нова |
|                                      | СПП—ДСХВ                             | 4.979     | 0,52   | –0,14  | 0       | –    |
|                                      | Мора другачије                       | 3.221     | 0,34   | –0,24  | 0       | –    |
| Укупно                               | Укупно                               | 954.519   | 100,00 | —      | 120     | 0    |
|                                      |                                      |           |        |        |         |      |
| Важећи гласови                       | Важећи гласови                       | 954.519   | 96,91  |        |         |      |
| Неважећи/празни гласови              | Неважећи/празни гласови              | 30.444    | 3,09   |        |         |      |
| Укупни гласови                       | Укупни гласови                       | 984.963   | 100,00 |        |         |      |
| Регистровани бирачи/излазност        | Регистровани бирачи/излазност        | 1.669.791 | 58,99  |        |         |      |
| Извори: Покрајнска изборна комисија  |                                      |           |        |        |         |      |